# Vladimir Herzog
Vladimir Herzog (27. lipnja 1937. – 25. listopada 1975.), bio je brazilski novinar, sveučilišni profesor i pisac hrvatskog podrijetla. On je također razvio ukus za fotografiju, zbog svojih filmskih projekata.
U listopadu 1975., Herzoga, tada glavnog urednika TV Cultura, mučila je politička policija diktature, koja je kasnije događaj krivotvorila te prikazala kao samoubojstvo. Više od 37 godina kasnije, njegova smrtovnica je revidirana i na njoj piše da je Herzog je u stvari umro je od posljedica mučenja vojske na DOI-CODI.  Njegova smrt imala je velik utjecaj na brazilsko društvo, obilježavaći početak procesa redemokratizacije zemlje. prema novinaru Sérgiju Gomesu, Herzog je "simbol borbe za demokraciju, slobodu i pravdu".

## Mladost
Herzog je rođen u Osijeku, 27. lipnja 1937., kao sin Žigmunda i Zore Herzoga, hrvatske židovske obitelji koja je emigrirala u Brazil u ranim 1940-im s uspostavom NDH.

## Obrazovanje i karijera
Herzog je diplomirao je filozofiju na Sveučilištu u São Paulu godine 1959. Nakon diplomiranja radio je kao novinar u glavnim medijskim kućama u Brazilu, posebno u novinama O Estado de S. Paulo. Tijekom tog razdoblja on je odlučio koristiti ime  "Vladimir", umjesto "Vlado"   jer je osjetio da mu je pravo ime zvučalo izuzetno egzotično u Brazilu. Herzog će kasnije tri godine raditi u Londonu za BBC.
Godine 1970. Herzog je postao glavni urednik TV Cultura, javne televizijske postaje kojoj je upravljala vlada države São Paulo. On je također postao profesor novinarstva na Sveučilištu u São Paulo, fakulteru komunikacija i umjetnosti te na ,poslije ukinutom, tečaju novinarstva Fundação Armando Alvares Penteado. Razvio je karijeru kao dramski pisac, okupljajući se s kazališnim intelektualcima. Kasnije u svom životu, Herzog je postao aktivan u civilnom pokretu otpora protiv vojne diktature u Brazilu, kao član Brazilske Komunističke partije (Portugalski: Partido Comunista Brasileiro - PCB).

## Uhićenje i ubojstvo
Dana 24. listopada 1975 - kad je Herzog je već bio urednik u glavni TV Cultura -.  Predstavnici Brazilske vojske pozvali ga na davanje ispitivanje o njegovim vezama s tada ilegalnom PCB  </ref name ="unificado">Sljedeći dan, Herzog je otišao u DOI-CODI na ispitivanje. Njegovo ispitivanje, međutim, provedeno je mučenjem. S njim su bila uhićena i druga dva novinara, Jorge Duque Estrada Benigno i Leandro Konder, koji su kasnije potvrdili njegov zlostavljanje.
25. listopada, Herzogovo je tijelo pronađeno kako visi u zatvorskoj ćeliji. Iako je službeni uzrok njegove smrti bilo " samoubojstvo vješanjem", postoji konsenzus u brazilskom društvu kako je mučen do smrti.  Časnici DOI-CODI su stavili njegovo tijelo u položaju u kojem je nađen u želji da se u tisku ostavi dojama da je počinio samoubojstvo. Postoji nekoliko činjenica u fotografijama Herzog mrtvog tijela koji ukazuju na nemogućnost samoubojstva na taj način. On se nije mogao objesio s pojasom, jer su policajci prikupljaju pojaseve od zatvorenika. Noge su savijene i na vratu postoje dva traga od vješanja umjesto jednog iz čega je vidljivo da je zadavljen na smrt. 

## Naknadna događanja
Herzog je bio oženjen reklamnom agenticom Clarice, s kojom je imao dvoje djece. Smrću svog muža, Clarice je prošla težak put moravši reći maloj djeci što se dogodilo s njihovim ocem. Tri godine kasnije ona je bila u mogućnosti da zakonski kriviti Uniji za smrt svoga muža. Jednom prilikom je izjavila  " Vlado bi više pridonio društvu da je živ " .
Stvorivši val prosvjeda iz međunarodnog tiska, te pokrenuvši postupaka u obranu ljudskih prava u Latinskoj Americi, smrt Herzoga je potaknula pokret protiv vojne diktature u Brazilu .
Obdukcija je bila neuvjerljiva, ali u to vrijeme forenzički patolozi su bili pripadnici policije i sustavno proizvodili lažna izvješća obdukcije u slučaju smrti mučenjem .
Javno mnijenje, međutim, nikada nije prihvatilo priču o samoubojstvu, a njegovo ubojstvo je izazvalo nacionalno ogorčenje. Predsjednik Republike u to vrijeme, general Ernesto Geisel također je bio uzrujan tim i drugim akcijama osoba koje je nazvao "kriminalcima" u velikoj mjeri paralelne vlasti vojno-usmjerene nasilne političke represije. Kao rezultat toga, naredio je čisčenje i smanjenje tih aktivnosti, otpuštajući glavnog ultra - desnog generala Ednarda D' Ávilu Mela .
Prema Henryju Sobel ,glavnom rabinu glavne sinagoge São Paula u to doba ,ubojstvo Herzoga je promijenilo državu. " To je bio katalizator za naknadnu obnovu demokracije. Njegova smrt uvijek će biti bolni podsjetnik   na mračno razdoblje represije ,trajni odjek glasa slobode, koji nikada neće zašutiti " .
Nakon otkrića tragova mučenja na Herzogovom tijelu, rabin Sobel odlučio da on treba biti pokopan u središtu groblja, a ne u kutu, kako židovska tradicije zahtjeva u slučajevima samoubojstva. Ovo je učinjeno javno i potpuno uništilo službenu priču o samoubojstvu.  Službeno ,prvi nepobitan dokaz da Herzogova smrt nije bila samoubojstvo objavljen je u "Dossier Herzog-Prisão, Tortura e Morte nema Brasil  " čiji je autor bio Fernando Pacheco Jordao. Autor ističe da je slika dobivena od vojske kao dokaz Herzog samoubojstva prikazivala zatvorenika koji visi u svojoj zatvorskoj ćeliji s nogama dodirujući pod i posebice savijenim koljenima - fizički je nemoguće da se čovjek u tom položaju vješanjem usmrti'.
U vrijeme Herzogove smrti, Brazil je u bio u stanju izrazite napetosti. Vojska je bila na vlasti više od deset godina, a stanovnici su stalno bili u strahu. Herzog je bio trideset osma osoba koja je "počinila samoubojstvo" nakon što ga je uhitila vojska. Prvih trideset sedam osoba, međutim, nisu bile poznate kao Herzog. Upravo zato što je bio javna osoba njegova smrt je privukla javnu i državnu pozornost na slučaj. Njegova smrt se danasgleda kao početak kraja brazilske vojne diktature. Herzog je postao simbol borbe za demokraciju u Brazilu te je bio počašćen na mnoge načine. Po njemu su npr. nazvali ulicu u kojoj je smještena TV Cultura u Sao Paulu. Osim toga, njegovim imenom nazvana je javna nagrada za novinarstvo posvećena amnestiji i ljudskim pravima  (Premio de Jornalismo Vladimir Herzog de Anistia e Direitos Humanos) .
Kasnije, u građanskoj parnici koju je podnijela njegova udovica protiv vlade ,savezni sud je priznao njegovu nepravednu smrti, i dodjelio novčanu odštetu   obitelji Herzog. Godine 2005 snimljen je dokumentarni film redatelja João Batista de Andrade, pod nazivom Herzog -. 30 Anos. U istoj godini, nove fotografije jednog još uvijek živog i potpuno gola Herzoga u zatvorskoj ćeliji objavljene su na internetu, uz odobrenje je visokog vojnog časnika za mandata predsjednika da Silve dobio uredu .
Na zahtjev nekoliko vjerskih organizacija i organizacija za ljudska prava skupina ,Međuameričko povjerenstvo za ljudska prava",  dio Organizacije američkih država, će istražiti nejasne okolnosti smrti Vladimira Herzoga, navodi se u priopćenju 23 siječnja 2013. http://www.washingtonpost.com/world/the_americas/brazils-truth-commission-investigates-death-of-former-president-juscelino-kubistchek/2013/01/23/2782800a-6587-11e2-889b-f23c246aa446_story.html  Arhivirana inačica izvorne stranice od 23. siječnja 2013. (Wayback Machine) http://www.estadao.com.br/noticias/nacional,oea-inicia-investigacao-do-caso-vladimir-herzog,987742,0.htm
Nova osmrtnica izdana 37 godina nakon Herzog ove smrti daje do znanja da je umro " zbog tjelesnog mučenja u objektima DOI - CODI-ja u 2. vojske u São Paulu. " Njegova prethodna osmrtnica ukazuje na moguće samoubojstvo .
Ivo Herzog, sin Vladimira Herzoga, isporučio peticije za povlačenje José Maria Marina za povlačenje iz brazilske nogometne konfederacije ( CBF ), i iz Svjetskog nogometnog prvenstva 2014. Ivo je naveo govore Marina kao zastupnika kongresu u kojima je hvalio Sergija Fleuryja, koji je bio šef Odjela za politički i društveni red ( Departamento de Ordem Politica e Društvene ) tijekom brazilske vojne diktature, i zbog kritiziranja Herzogovih govora iz 1975. http://www1.folha.uol.com.br/internacional/en/sports/2013/04/1255894-son-of-journalist-killed-during-brazilian-dictatorship-asks-for-support-to-oust-marin-from-cbf.shtml

## Naslijeđe
U 2009, više od 30 godina nakon Herzogove smrti, Institut Vladimir Herzog. Njegovi su ciljevi skupljanje arhivske građe o Herzogu, promicanje rasprave o ulozi novinara i novih medija, te dodjela nagrade Vladimir Herzog novinarima i aktivistima za ljudska prava.